# Reichenbach im Vogtland
Pour les articles homonymes, voir Reichenbach.
Reichenbach im Vogtland est une ville de Saxe (Allemagne), située dans l'arrondissement du Vogtland, dans le district de Chemnitz.

## Personnalités
- Fedor Flinzer (1832–1911), peintre, graveur et illustrateur allemand, y est né ;
- Willy Rudolf Foerster (1905-1955), surnommé le « Schindler de Tokyo », était un ingénieur et industriel allemand au Japon qui a sauvé des Juifs pendant l'Holocauste, y est né ;
- Adam Friedrich von Glafey (1692-1753), juriste allemand spécialiste de droit public, y est né.
- Karl Godeg (1896-1982), peintre, y est né.